# Sotto voce 2 (capriccio)
Sotto voce 2 (capriccio) is een compositie van Wolfgang Rihm. Rihm schreef het werk om een tegenhanger te hebben voor zijn Sotto voce (notturno). Die titel verklapt de stijl, een (min of meer) dromerig werk. De tegenhanger moest dus een ander karakter hebben, grillig is de term die past bij capriccio. In het verlengde van Sotto voce (notturno) wisselt ook deze compositie 18e- en 20e-eeuwse muziek met elkaar af, maar Sotto voce 2 leunt veel zwaarder op de klassieke muziek van de 20e eeuw. Die combinatie van stijlen was ook direct de aanleiding tot vragen bij uitvoerenden. Hoe moesten zijn de twee stijlen combineren in hun muziektechnische mogelijkheden. Rihm gaf er zelf geen oplossing voor. Een ander probleem rees op, Rihm gaf wel tempoaanduidingen aan, maar liet het precieze tempo toch aan de solist. De solist werd direct voor het probleem gezet, werd een allegro in de 18e eeuw net zo snel/langzaam gespeeld als een allegro in de 20e eeuw.
De solist voor wie dit werk is geschreven, Nicolas Hodges gaf de oplossing. Speel het werk zo vaak mogelijk, dan dienen de oplossingen zich van zelf aan. Hoe vaak het werk van de eerste uitvoering is gespeeld is echter onduidelijk. Hodges gaf zelf de eerste uitvoering op 21 juli 2007 met het Haydn Orchestra of Bolzano and Trento onder leiding van Tito Ceccherini, plaats van handeling was het Passionsspielhaus te Erl.     
Rihm schreef het werk voor
- 2 dwarsfluiten, 2 hobo’s, 1 klarinet, 1 fagot
- 2 hoorns
- pauken, piano
- violen, altviolen, celli, contrabassen